# Воут F4U Корсар
„Воут F4U Корсар“ (на английски: Vought F4U Corsair) е модел американски изтребител-бомбардировачи, произвеждан през 1942 – 1953 година и използван до 1979 година.
Разработен е по време на Втората световна война от компанията „Воут“ за нуждите на Военноморските сили и към края на войната се налага като един от най-ефективните и широко използвани базирани на самолетоносач изтребители. Използва се широко и по време на Корейската война. За времето на използване на модела са произведени общо 12 571 броя от самолета.